# Андричевская
Андричевская — деревня в Вельском районе Архангельской области. Входит в состав муниципального образования «Липовское». Входит в ассоциацию «Самые красивые деревни и городки России».

## География
Деревня расположена в 92 километрах на северо-запад от Вельска, на левом берегу реки Пуя, притоке Ваги. Ближайшие населённые пункты: на юге село Павловское и деревня Фоминская.
Часовой пояс
Андричевская, как и вся Архангельская область, находится в часовой зоне МСК (московское время). Смещение применяемого времени относительно UTC составляет +3:00.

## Население
| 2002 | 2010 | 2012 | 2014 |
| ---- | ---- | ---- | ---- |
| 37   | ↘6   | ↘5   | ↗9   |

## История
Указана в «Списке населённых мест по сведениям 1859 года» в составе Шенкурского уезда Архангельской губернии под номером «2123» как «Андройцовская (Андречевская)». Насчитывала 8 дворов, 34 жителя мужского пола и 37 женского.
В «Списке населенных мест Архангельской губернии на 1 мая 1922 года» в деревне уже 30 дворов, 59 мужчин и 87 женщин.

## Инфраструктура
В непосредственной близости от деревни проходит автодорога «Долматово — Няндома — Каргополь» (Р2).